# Antiblemma sufficiens
Antiblemma sufficiens là một loài bướm đêm trong họ Erebidae.